# Phreatia similis
Phreatia similis är en orkidéart som beskrevs av Rudolf Schlechter. Phreatia similis ingår i släktet Phreatia och familjen orkidéer. Inga underarter finns listade i Catalogue of Life.